# 横紋筋融解症
横紋筋融解症（おうもんきんゆうかいしょう、英: rhabdomyolysis）とは、骨格筋を構成する横紋筋細胞が融解し筋細胞内の成分が血中に流出することである。その成分であるタンパク質や電解質は様々な臓器障害を引き起こし得る。

## 概要
横紋筋融解症とは骨格筋が急速に破壊されるまたは崩壊する状態である。 症状には、筋肉痛、脱力感、嘔吐、せん妄などがある。 褐色尿や不整脈がみられることもある。ミオグロビンというタンパク質など、筋肉の分解産物の一部は腎臓に有害であり、急性腎障害を引き起こすことがある。重症の場合には腎機能の低下を生じ、腎不全により誘発される多臓器不全を発症し、死亡する場合もある。
横紋筋融解症は、事故や負傷などの外傷的要因や、重度の熱中症、脱水、薬剤投与などの非外傷的要因や代謝性疾患などの内的要因によって骨格筋が壊死し発生する。筋損傷は通常、筋肉の挫滅、激しい運動、医薬品、または薬物乱用によって引き起こされる。その他の原因としては、感染症、電撃傷、熱射病、長時間の同一姿勢、四肢の虚血、ヘビ咬傷のほか、特に高温下での激しい運動や長時間の運動が挙げられる。スタチン（コレステロールを低下させる処方薬）は低いながら横紋筋融解症のリスクと考えられている。横紋筋融解症のリスクを高める先天的な筋疾患を持つ人もいる。診断の根拠となるのは、尿検査で "尿潜血 "が陽性であっても、顕微鏡で検査すると尿に赤血球が含まれていないことである。血液生化学検査においては血中ミオグロビンが上昇し、クレアチンキナーゼ (CKあるいはCPK) などの筋原酵素も著しく上昇する。クレアチンキナーゼ活性が1,000U/Lを超え、重症では5,000～15,000U/Lを超える。
治療の中心は大量の輸液である。薬剤性の場合、原因薬剤を中止する。その他、重症例では透析や血液濾過が行われることもある。尿量が確保されれば、炭酸水素ナトリウムやマンニトールが一般的に使用されるが、エビデンスによる裏付けは乏しい。早期に治療すれば、一般的に転帰は良好である。合併症には、高カリウム血症、低カルシウム血症、播種性血管内凝固、コンパートメント症候群などがある。
水分補給や点滴による脱水症状の改善や、薬剤投与による尿のアルカリ化が主に行われる。重炭酸が主に使われるが、アセタゾラミドの投与により生理的に尿のアルカリ化効果を発揮できるとする症例報告もある。腎機能障害が高度な場合は、人工透析、血液濾過が行われる。
横紋筋融解症は、米国で年間約26,000件報告されている。横紋筋融解症は、歴史上何度も報告されているが、現代では1908年の地震後に初めて報告された。そのメカニズムに関する重要な発見は、1941年のロンドン大空襲の際になされた。横紋筋融解症は地震で負傷した人々にとって重大な問題であり、このような災害の救援活動には、横紋筋融解症の生存者を治療するための医療チームがしばしば参加する。

## 症状
横紋筋融解症の症状は、その重症度と腎不全の発症の有無によって異なる。軽度の横紋筋融解症では、筋肉の症状が現れないことがあり、診断は他の問題と関連した血液検査の異常に基づいて行われる。より重篤な横紋筋融解症は、筋肉痛、圧痛、筋力低下、患部の筋肉の腫れを特徴とする。腫脹が非常に急激な場合、例えば重量のある崩れ落ちた瓦礫の下敷きから解放された後の挫滅損傷では、血流から損傷した筋肉への体液の移動により、血圧低下やショックを引き起こすことがある。その他の症状は非特異的で、筋組織の破壊の結果、または筋の破壊の原因となった元々の病態から生じる。筋組織の成分が血流に放出されると、電解質異常が生じ、吐き気、嘔吐、せん妄、昏睡、不整脈などを引き起こすことがある。尿は、ミオグロビンの存在により、しばしば「紅茶色」と表現される暗色となる。腎臓の障害により、乏尿または無尿が生じることがあり、これは通常、最初の筋損傷から12～24時間後である。
損傷した筋の腫脹は、時にコンパートメント症候群-同じ筋膜コンパートメント内の神経や血管などの周辺組織による圧迫-を引き起こし、血液供給が失われ、これらの構造によって栄養されている、ないしは神経支配されている部分の障害または機能喪失につながる。この合併症の症状には、患肢の痛みや感覚低下が含まれる。2つ目の合併症は播種性血管内凝固症候群（DIC）であり、凝固・線溶系が著しく阻害され、制御不能な出血に至ることがある。

## 原因
横紋筋融解症は、相当な重症度の筋損傷であれば、どのようなものでも発症する可能性がある。一度に複数の要因が存在することもある。横紋筋融解症になりやすい基礎的な筋疾患（通常は遺伝性）を有する人もいる。
| 分類             | 原因 |
| ---------------- | --- |
| 運動誘発性       | 過度の運動 （特に水分補給が不十分な場合）、 振戦せん妄（アルコール離脱症状）、破傷風、遷延性てんかん発作（seizure）またはてんかん重積。 |
| 挫滅             | 挫滅損傷、爆傷、自動車事故、拷問、身体的虐待、または脳卒中後、急性アルコール中毒、長時間の手術などによる固定された姿勢での拘束 |
| 血液供給         | 動脈血栓症（局所的に形成された血栓による）または塞栓症（体内の他の場所からの血栓または他の栓子）、手術中の動脈遮断（止血鉗子など）、高度の脱水 |
| 代謝             | 高浸透圧高血糖症候群、高ナトリウム血症および低ナトリウム血症、低カリウム血症、低カルシウム血症、低リン血症、ケトアシドーシス（糖尿病性ケトアシドーシスなど）または甲状腺機能低下症 |
| Body temperature | 熱中症、低体温 |
| 薬剤と毒物       | 多くの薬剤が横紋筋融解症のリスクを高める。最も重要なものは以下の通りである。 - 高コレステロール血症に用いられるスタチンとフィブラート。特に併用された場合。 - セリバスタチンは、横紋筋融解症が多数報告されたため、2001年に製品回収となった。他のスタチン系薬剤のリスクは1万人年あたり0.44例と小さい。慢性腎不全や甲状腺機能低下症の既往があると、スタチンによるミオパチーのリスクが高くなる。また、高齢者や重度の身体障害者、シクロスポリンなど他の特定の薬とスタチンを併用した場合にも多くみられる。 - 抗精神病薬は、横紋筋融解症や発熱を伴う重度の筋硬直を引き起こす悪性症候群を引き起こすことがある。 - 麻酔に使用される神経筋遮断薬は、横紋筋融解症を伴う悪性高熱症を引き起こすことがある。 - 選択的セロトニン再取り込み阻害薬（SSRI）などのセロトニン症候群を引き起こす薬剤 - 利尿剤など血中カリウム濃度に影響する薬物 - 認知症治療剤メマンチン 横紋筋融解症に関連する毒物は、重金属と昆虫やヘビの毒液（venom）である。ドクニンジンは直接食べても、コターニズム（有毒植物を食べたウズラを食べることによる中毒）によっても、横紋筋融解症の原因となる。ニセクロハツやキシメジなどの真菌が横紋筋融解症を引き起こすことが知られている。ハフ（Haff）病は魚を食べた後の横紋筋融解症で、毒性によるものが疑われるが、証明はされていない。 薬物では、アルコール、アンフェタミン、コカイン、ヘロイン、ケタミン、MDMA（エクスタシー）など。 |
| 感染症           | コクサッキーA群ウイルス、A型インフルエンザウイルスおよびB型インフルエンザウイルス、エプスタイン・バール・ウイルス、急性HIV感染症、熱帯熱マラリア原虫、ヘルペスウイルス、レジオネラ・ニューモフィラ、サルモネラ菌など |
| 炎症             | 自己免疫性筋障害：多発性筋炎、皮膚筋炎 |

### 遺伝的素因
再発性横紋筋融解症は、通常遺伝性で、しばしば小児期に発現する内因性筋酵素欠損症に起因することがある。多くの構造的筋疾患は、運動、全身麻酔、または上記の横紋筋融解症の他の原因によって誘発される横紋筋融解症のエピソードを特徴とする。小児の横紋筋融解症の大部分は、遺伝性筋疾患と感染症によって引き起こされる。
筋エネルギー供給の以下の遺伝性障害が、再発性で通常労作性の横紋筋融解症を引き起こすことがある。
- 解糖系およびグリコーゲン分解の障害：マッカードル病、ホスホフルクトキナーゼ欠損症（英語版）、糖原病型VIII、IX、X型（英語版）、およびXI型（英語版）
- 先天性脂質代謝異常（英語版）：カルニチンパルミトイルトランスフェラーゼI欠損症（英語版） および II欠損症（英語版）、アシルCoAデヒドロゲナーゼサブタイプ欠損症 (長鎖3-ヒドロキシアシルCoA脱水素酵素欠損症（long-chain 3-hydroxyacyl-coenzyme A dehydrogenase deficiency: LCAD）（英語版）、短鎖アシルCoA脱水素酵素欠損症（short-chain acyl-coenzyme A dehydrogenase deficiency: SCAD）（英語版）、 中鎖アシルCoA脱水素酵素欠損症（medium-chain acyl-coenzyme A dehydrogenase deficiency: MCAD）（英語版）、極長鎖アシルCoA脱水素酵素欠損症（Very long-chain acyl-coenzyme A dehydrogenase deficiency: VLCAD）（英語版）、3-ヒドロキシアシルCoA脱水素酵素欠損症（英語版）), チオラーゼ欠損症
- ミトコンドリアミオパチー（英語版）：コハク酸デヒドロゲナーゼ、シトクロムcオキシダーゼ、コエンザイムQ10欠損症
- その他：グルコース-6-リン酸脱水素酵素欠損症、ミオアデニル酸デアミナーゼ欠損症（英語版）、筋ジストロフィー

## 機序

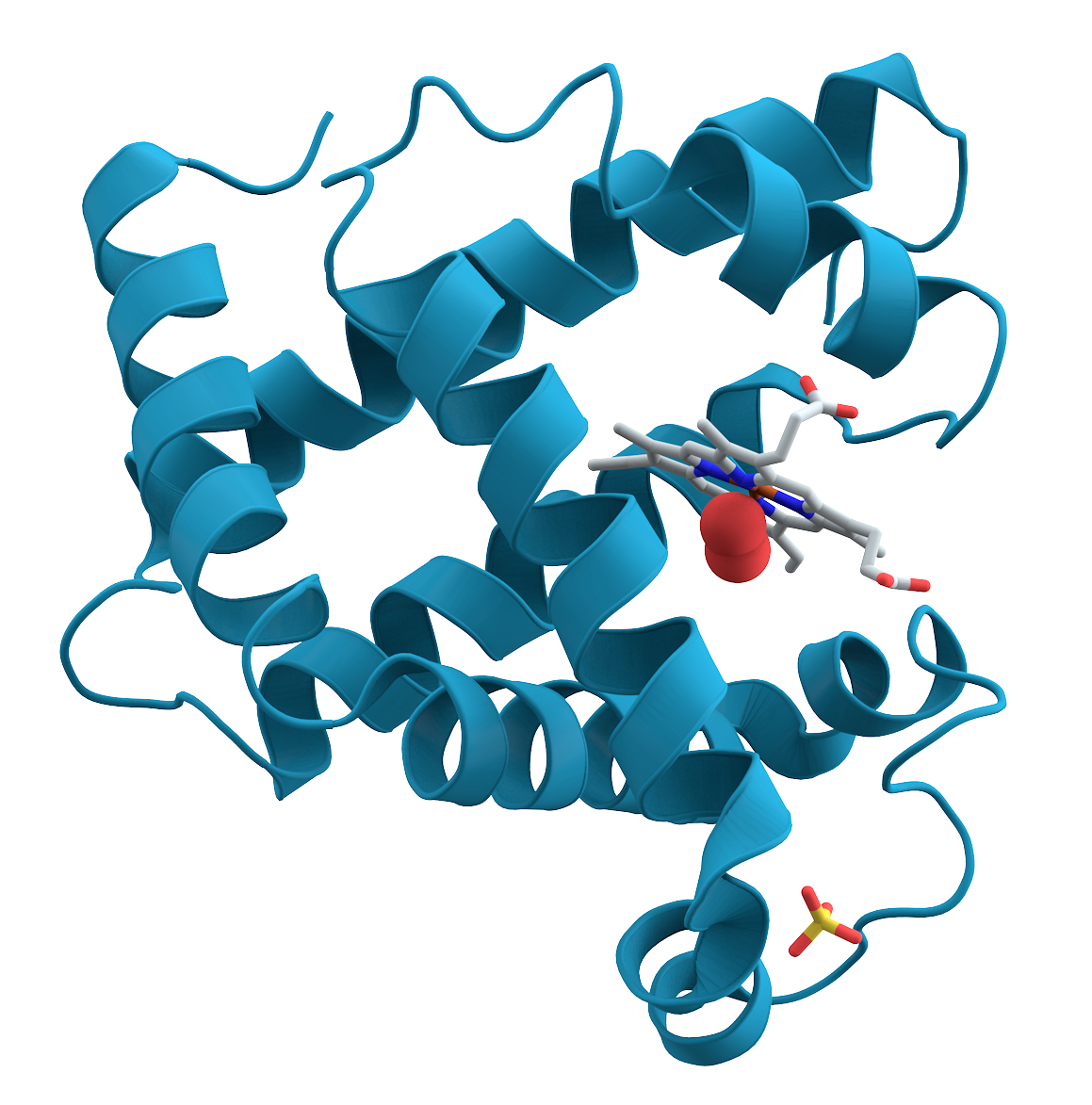
ミオグロビン分子の模式図。ヘム含有タンパク質で、正常筋では酸素貯蔵に関与するが、横紋筋融解症では腎臓障害の原因となる。

骨格筋の損傷は様々な形で起こる。挫滅などの物理的損傷は筋細胞に直接損傷を与えるか、血液供給を妨げるが、非物理的原因は筋細胞の代謝を妨げる。損傷を受けると、筋組織はナトリウムイオンを含む血液中の液体で急速に満たされる。膨張自体は筋細胞の破壊につながるが、生き残った細胞は、細胞内カルシウムイオンの上昇につながる様々な障害を受ける。筋小胞体外へのカルシウムの蓄積は、持続的な筋収縮と、細胞内のエネルギーの主要な運搬体であるATPの枯渇につながる。ATPの枯渇は、それ自体が制御不能なカルシウムの流入につながる。筋細胞の持続的な収縮は、細胞内タンパク質の分解と細胞の崩壊につながる。
白血球の中で最も多いタイプの好中球顆粒球が筋組織に侵入し、炎症反応を生じ、特に挫滅損傷後には活性酸素を放出する。挫滅症候群では、減圧された筋への血流が突然回復すると再灌流障害を引き起こすこともある。
腫脹し炎症を起こした筋は、同じ筋膜コンパートメント内の構造物を直接圧迫し、コンパートメント症候群を引き起こすことがある。腫脹はまた、その部位への血液供給をさらに低下させる。最終的に、破壊された筋細胞は、カリウムイオン、リン酸イオン、ヘム含有タンパク質のミオグロビン、酵素のクレアチンキナーゼ、尿酸（DNAからのプリン体の分解産物）を血液中に放出する。凝固系が活性化すると、播種性血管内凝固が起こる可能性がある。カリウム濃度が高いと、心臓のリズムに致命的な乱れが生じる可能性がある。リン酸塩は循環血中のカルシウムと結合し、血液中のカルシウム濃度を低下させる。
横紋筋融解症は、いくつかの機序により腎不全を引き起こす。最も重要なのは、腎尿細管へのミオグロビンの蓄積である。通常、血液中のタンパク質であるハプトグロビンが、循環しているミオグロビンやその他のヘム含有物質と結合するが、横紋筋融解症ではミオグロビンの量がハプトグロビンの結合能を上回る。尿中にミオグロビンが出現するミオグロビン尿は、血漿中のミオグロビン濃度が0.5～1.5mg/dLを超えると起こる。血漿中濃度が100mg/dLに達すると、尿中の濃度は目に見えて変色するのに十分な濃度になり、約200gの筋肉の破壊に相当する。腎臓が原尿から水分を再吸収するにつれて、ミオグロビンはネフロン内でタム・ホースフォール蛋白と相互作用し、体液の正常な流れを阻害する尿円柱（固形凝集物）を形成する。尿円柱形成を増加させる高濃度の尿酸と原尿の酸性化によって、状態はさらに悪化する。ヘムから放出された鉄は活性酸素を発生させ、腎細胞を損傷する。
ミオグロビン尿のほかに、別の機序も腎障害に関与している。低血圧は血管収縮につながるため、腎臓への血流が相対的に不足することになり、最終的に尿酸が腎臓の尿細管で結晶を形成して閉塞を引き起こす。これらのプロセスが相まって、尿細管の細胞の破壊である急性尿細管壊死を引き起こす。糸球体濾過率は低下し、腎臓は正常な排泄機能を果たせなくなる。その結果、電解質の調節が阻害され、カリウム値がさらに上昇し、ビタミンDの処理が阻害され、カルシウム値の低下がさらに悪化する。

## 診断

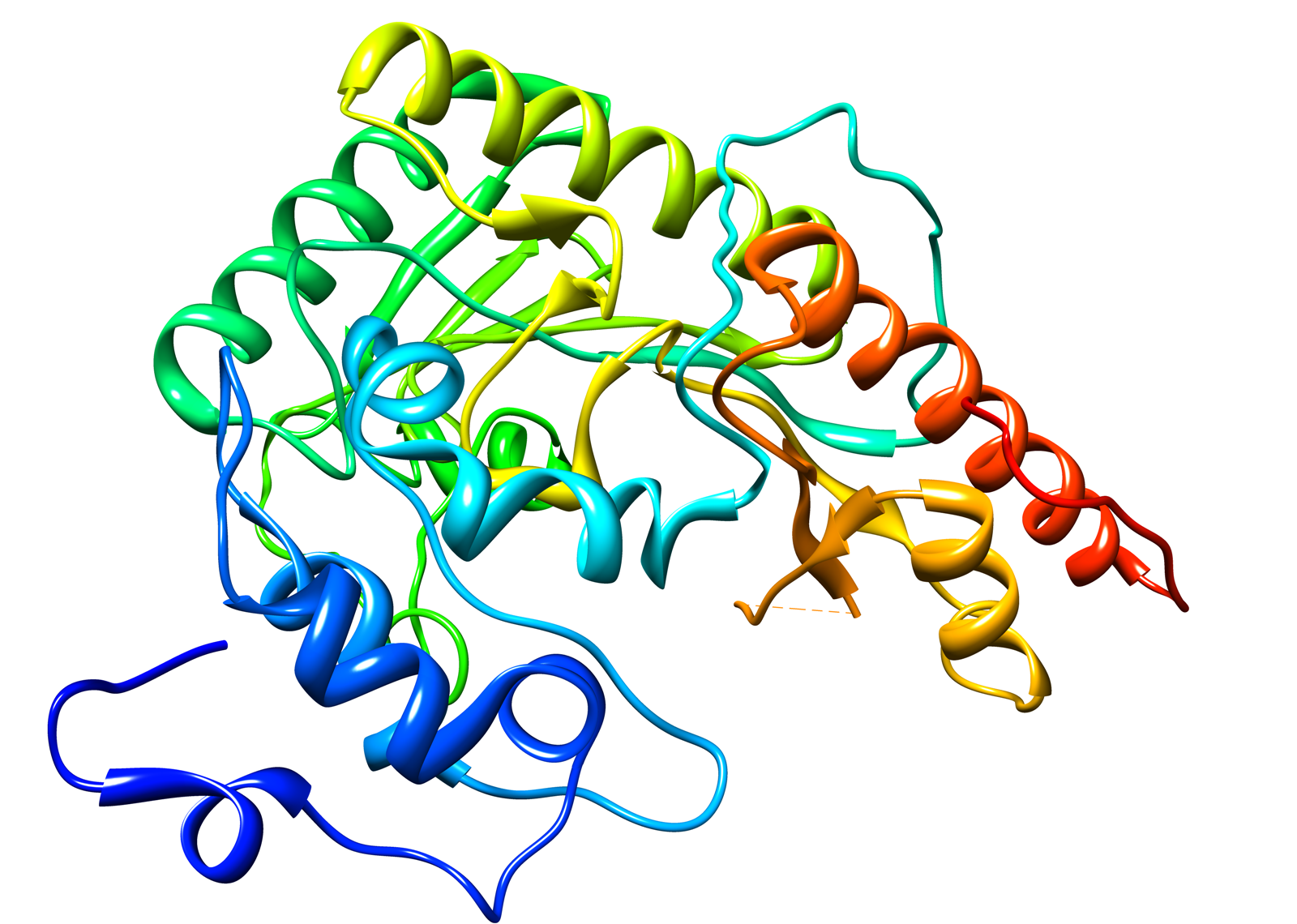
クレアチンキナーゼのMサブユニット。骨格筋では、クレアチンキナーゼは主に2つのM-サブユニットを含む二量体で存在し、「CK-MM」とも呼ばれる。

横紋筋融解症の診断は、外傷、挫滅損傷、長時間動けなかった人であれば誰でも疑えるが、腎機能の悪化（クレアチニン値および尿素窒素値の異常な上昇、尿量の減少）または尿の赤褐色変色により、後になって判明することもある。

### 一般検査
横紋筋融解症の診断で最も信頼できる検査は、血液中のクレアチンキナーゼ（CK）値である。この酵素は損傷した筋肉から放出され、1000U/L（正常値上限の5倍）を超えると横紋筋融解症を示唆する。5,000U/Lを超えると重症であるが、横紋筋融解症の程度によっては100,000U/Lに達することも珍しくない。CK濃度は最初の筋損傷後12時間は安定的に上昇し、1～3日間は高値を維持し、その後徐々に低下する。CKの初期値とピーク値は急性腎不全のリスクと直線的な関係にあり、CKが高いほど腎障害が起こりやすい。 腎障害が確実に起こる特定のCK濃度はなく、20,000U/L未満では、他の危険因子がない限り、腎障害のリスクとは関連しにくい。腎障害を伴わない軽度の上昇は「高CK血症」と呼ばれる。ミオグロビンは半減期が短いため、発症後期には診断検査としての有用性は低くなる。血液や尿から検出される場合、腎機能障害のリスクが高くなる。にもかかわらず、尿中ミオグロビン測定は、特異度に欠け、その有用性を研究している研究の質が低いため、エビデンスによって支持されていない。
乳酸脱水素酵素（LDH）という酵素の濃度上昇が検出されることがある。アルドラーゼ、トロポニン、炭酸脱水素酵素III型（carbonic anhydrase type 3）、心臓由来脂肪酸結合蛋白（Heart-type fatty acid binding protein: H-FABP）などの他の筋損傷マーカーは、主に慢性筋疾患で使用される。トランスアミナーゼは、肝臓と筋肉組織の両方に多く存在する酵素であるが、これも通常増加する。このため、少なくとも初期段階では、急性肝障害と混同されることがある。実際の急性肝障害の発生率は、非外傷性横紋筋融解症患者の25％であるが、機序は分かっていない。

高カリウム血症に特徴的な心電図胸部誘導上のT波増高

高カリウム血症は重度の横紋筋融解症の特徴である。心電図上は、T波の変化またはQRS幅の拡がりの存在によって示唆されるように、カリウム値の上昇が心臓の伝導系に影響を及ぼしているかどうかを示されることがある。傷害を受けた筋細胞に遊離カルシウムが結合するため、発症初期でカルシウム濃度が低いことがある。
検出可能なレベルのミオグロビン血症およびミオグロビン尿が起こると、血液検査および尿検査でミオグロビンの上昇が認められる。例えば、尿の顕微鏡検査で赤血球が確認できないにもかかわらず、尿中一般物質定性半定量検査で "血液 "が陽性となることがある。これは、試薬の紙片がミオグロビンと反応するために起こる。同じ現象は、赤血球の破壊である溶血を引き起こす病態でも起こる。溶血では血清も目に見えて変色するが、横紋筋融解症では正常である。腎臓に障害がある場合は、尿の顕微鏡検査で色素沈着や顆粒状に見える尿円柱が認められる。

### 続発症
コンパートメント症候群は臨床診断であり、その有無を決定的に証明する臨床検査はないが、筋膜コンパートメント内の圧力を直接測定し、この圧力と血圧の差を測定することで、その重症度を評価することができる。コンパートメント内圧が高く、コンパートメント内圧と血圧の差が小さい場合は、血液供給が不十分である可能性が高く、外科的介入が必要であることを示している。
播種性血管内凝固（DIC）は、横紋筋融解症および他の重症疾患の合併症の1つであり、予期せぬ出血または血小板数の減少やプロトロンビン時間の延長などの血液検査の異常に基づいて疑われることがある。診断は、DダイマーなどのDICに関する標準的な血液検査で確認できる。

### 基礎疾患
基礎疾患として筋疾患が疑われる場合、例えば、明らかな筋損傷の原因がない場合、あるいは何度も横紋筋融解発作が起こっている場合には、さらなる検査が必要である。発作時には、血中カルニチン濃度が低く、血中および尿中アシルカルニチン濃度が高いことから、脂質代謝異常が疑われるが、これらの異常は回復期には正常に戻る。回復期には他の検査でこれらの障害を証明することができる。解糖系の障害は、運動後の乳酸測定など、さまざまな方法で検出することができる。乳酸が上昇しない場合は解糖系の障害を示している可能性があり、一方、過度の反応はミトコンドリア病に典型的である。筋電図（EMG）は、特定の筋疾患において特定のパターンを示すことがある。例えば、マッカードル病やホスホフルクトキナーゼ欠損症では、けいれん様収縮（cramp-like contracture）と呼ばれる現象を示す。ミオグロビン尿症や横紋筋融解症になりやすい遺伝性筋疾患の多くについては、遺伝子検査が可能である。
横紋筋融解症のエピソードが基礎疾患である筋障害の結果であると考えられる場合、筋生検が有用である。横紋筋融解症のエピソード中に採取された生検サンプルは、細胞死の証拠しか示さなかったり、正常に見えたりするため、情報が得られないことが多い。その場合、サンプルの採取は数週間から数ヶ月間延期される。生検の組織病理学的所見は、基礎疾患の性質を示す。例えば、ミトコンドリア病はぼろぼろの赤い筋線維（ragged red fibers）が特徴である。生検部位は、筋肉が一様に侵されていない可能性があるため、磁気共鳴画像法などの医学的画像診断によって決定することができる。

## 治療
治療の主な目標は、ショックの治療と腎機能の維持である。通常は等張食塩水（0.9重量パーセント濃度塩化ナトリウム溶液）を多量に静脈内投与する。挫滅症候群の犠牲者では、倒壊した建造物から救出される前から静脈内輸液を行うことが推奨される。これにより、筋細胞の腫脹（血液供給が回復すると通常始まる）に対処し、腎臓へのミオグロビンの沈着を防ぐのに十分な循環血液量が確保される。24時間で6～12リットルの投与が推奨される。心不全の既往歴など、合併症を引き起こすような理由がない限り、高尿量（成人では200～300mL/h）を達成するために輸液速度を変えてもよい。
多くの情報源は腎臓へのダメージを軽減するために追加薬剤の静脈注射を推奨しているが、この方法を支持するエビデンスのほとんどは動物実験によるものであり、一貫性がなく矛盾している。マンニトールは浸透圧作用により尿産生を促進し、腎でのミオグロビンの沈着を防ぐと考えられているが、その有効性は研究で示されておらず、腎機能を悪化させる危険性がある。静脈内輸液に重炭酸塩を加えると、アシドーシスを緩和し、尿をアルカリ性にして腎での尿円柱形成を防ぐことができる。重炭酸塩に生理食塩水単独を上回る有益性があることを示唆するエビデンスは限られており、組織へのカルシウムおよびリン酸塩の沈着を促進して低カルシウム血症を悪化させる可能性がある。尿アルカリ化を行う場合は、尿のpHを6.5以上に保つ。十分な尿量を確保するために、ループ利尿薬であるフロセミドがしばしば使用されるが、これが腎不全を予防するというエビデンスは不足している。

### 電解質
病初期では、電解質レベルに異常がみられることが多く、補正が必要である。カリウム値が高い場合は生命を脅かす可能性があり、尿量の増加に務め、必要ならば腎代替療法（血液透析など）を行う。一時的な対策としては、心合併症から保護するためのカルシウムの投与、カリウムを細胞内に再分配するためのインスリンまたはサルブタモールの投与、重炭酸塩溶液の静脈注射などがある。
カルシウム値は当初低い傾向にあるが、状況が改善するにつれて、リン酸塩と沈殿していたところからカルシウムが放出され、ビタミンDの産生が再開し、高カルシウム血症（カルシウム値が異常に高い）に至る。この「オーバーシュート」は、腎不全を発症した人の20～30％にみられる。

### 急性腎障害

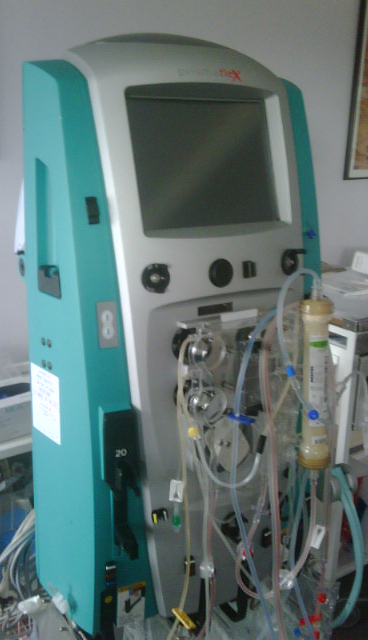
持続血液濾過透析（CHDF）装置

腎機能障害は通常、最初の筋損傷の1～2日後に発症する。支持療法で対処できない場合は、腎代替療法（renal replacement therapy: RRT）が必要になる。RRTは、腎臓が正常に機能しないときに蓄積する過剰なカリウム、酸、リン酸を除去するもので、腎機能が回復するまで必要となる。
RRTには、血液透析、持続血液濾過透析、腹膜透析の3つの主な方法がある。前者2つは血流へのアクセス（透析カテーテル）を必要とし、腹膜透析は腹腔内に透析液を注入し、その後排液することで達成される。血液透析は、慢性腎不全では通常週に数回行われるが、横紋筋融解症ではしばしば毎日必要となる。CHDFと比較した場合の利点は、1台の血液透析装置を1日に何度も使用できることと、抗凝固薬の持続投与が必要ないことである。CHDFは、ミオグロビンのような大きな分子を血流から除去するのに有効であるが、これは特別な利点ではないようである。腹膜透析は、重度の腹部損傷を有する患者には施行が困難であり、他の方法よりも効果が低い可能性がある。

### 他の続発症
コンパートメント症候群は、筋肉コンパートメント内の圧力を緩和し、その部位の血管や神経を圧迫するリスクを軽減するために、手術によって治療される。は、患部のコンパートメントを切開する方法である。多くの場合、複数の切開を行い、腫れが引くまでそのままにしておく。切開部は閉鎖される過程でデブリードマン（生存不可能な組織の除去）と植皮が必要となることが多い。マンニトールは筋肉の腫脹を直接和らげることができるため、使用されれば筋膜切開の必要性が減少する可能性がある。
播種性血管内凝固は一般に、根本的な原因が治療されれば治癒するが、対症療法が必要となることも多い。例えば、血小板数が著しく低下し、その結果出血がみられる場合は、血小板が輸血されることがある。

## 予後
予後は、根本的な原因および合併症の有無によって異なる。外傷性筋損傷患者に急性腎障害を合併した横紋筋融解症の死亡率は20％である。集中治療室への入室患者では、急性腎障害がなければ22％、腎障害があれば59％の死亡率となる。横紋筋融解症により腎障害を受け、生存した人のほとんどは腎機能を完全に回復する。

## 疫学
横紋筋融解症の正確な症例数は、異なる定義が用いられているため、確定することは困難である。1995年、米国内の病院からは26,000例の横紋筋融解症が報告された。重度の外傷を受けた人の最大85％が、ある程度は横紋筋融解症を経験する。横紋筋融解症患者のうち、10～50％が急性腎障害を発症する。筋肉疾患と比較すると、違法薬物使用歴、アルコール乱用歴、外傷歴のある人ではリスクが高く、複数の要因が重なった場合は特にリスクが高くなる。横紋筋融解症は、米国における急性腎障害の全症例の7～10％を占める。
挫滅症候群は大規模災害、特に地震でよくみられる。1988年のアルメニア地震 の余波は、1995年に国際腎臓学会の作業部会である腎災害救援タスクフォースの設立を促した。タスクフォースボランティアの医師と看護師は、1999年にトルコで発生したイズミット地震では、17,480人が死亡、5392人が入院したものの、477人が透析を受け、良好な結果を得た。治療ユニットは、余震でスタッフが負傷したり死亡したり、設備が使用不能になったりする可能性があるため、一般に被災地の外に設置される。
急性労作性横紋筋融解症は、米軍の基礎訓練を受ける人の2％から40％に起こる。2012年、米軍は402件の症例を報告した。消防士もリスクが高い集団である。

## 歴史

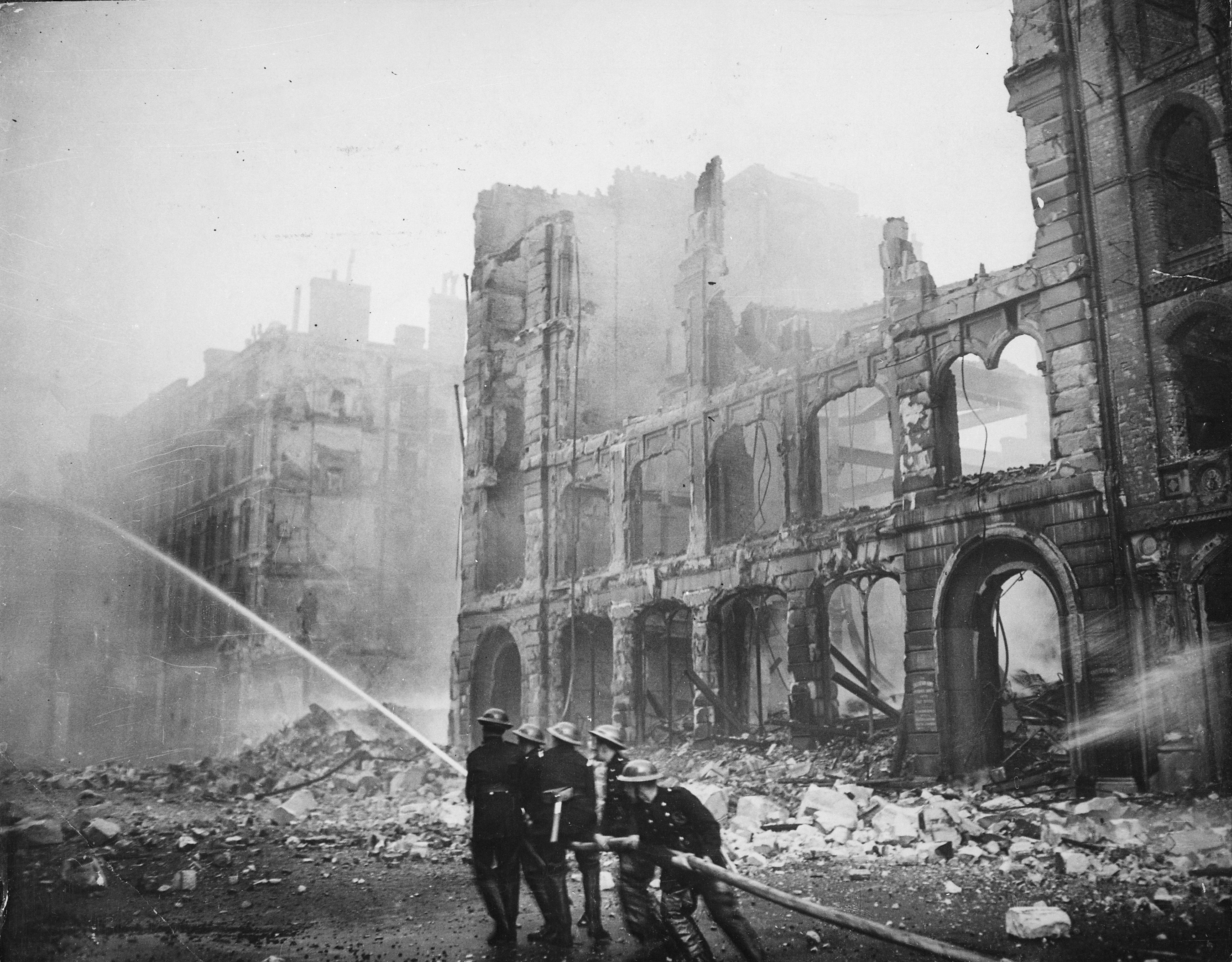
ロンドン大空襲で倒壊した建物で負傷した人々を調査した結果、横紋筋融解症における腎臓障害の基礎となるメカニズムについて多くの発見がなされた。

聖書には、横紋筋融解症に関する初期の記述があるかもしれない。民数記 11:4–6,31–33によると、モーセ曰く、ユダヤ人が砂漠を旅している間に肉を要求した。神は求めに応じてウズラを与えた。その後、疫病が発生し、多くの人々が命を落とした。ウズラを食べた後に横紋筋融解症が起こることは近年報告されており、コターニズム（coturnism）（ウズラの主属であるCoturnixにちなんで）と呼ばれている。移住中のウズラは、横紋筋融解症の原因として知られるドクニンジンを大量に摂取する。
現代では、1908年のメッシーナ地震と第一次世界大戦の負傷後の腎不全に関する初期の報告に続いて、王立大学院医学部と国立医学研究所に勤務していたロンドンの医師エリック・バイウォーターズ（王立大学院医学部（Royal Postgraduate Medical School））と英国国立医学研究所（National Institute for Medical Research)のデズモンド・ビールが、1941年のロンドン大空襲の4人の犠牲者を対象に行った研究がある。犠牲者の尿中にミオグロビンが含まれていることが分光法によって証明され、犠牲者の腎臓がヘモグロビン尿症患者の腎臓に似ていることが指摘された。1944年、バイウォーターズは腎不全の主な原因がミオグロビンであることを実験的に証明した。一次大戦中すでに、医師団が被爆地に赴き、主に点滴による医療支援を行っていたが透析は不可能だった。急性腎不全の予後が著しく改善したのは、対症療法に透析療法が加わったときで、1950年から1953年にかけての朝鮮戦争で初めて行われた。

## 語源と発音、略称
横紋筋融解症（rhabdomyolysis ( [ˌræbdoʊmaɪˈɒlɪsɪs]) ）とは、rhabdo （杆状の）+ myo（筋肉） + -lysis（融解）の組み合わせである。RMLと略すこともある。

## 馬
横紋筋融解症は馬でも認められる。馬は多くの筋障害を発症する可能性があり、その多くは横紋筋融解症に進行する可能性がある。横紋筋融解症の単発発作を起こすものもあれば（例えば、食餌中のビタミンEやセレンの欠乏、牧草や有機リン酸塩などの農薬による中毒）、労作性横紋筋融解症になりやすいものもある（例えば、遺伝性疾患であるウマ多糖類貯蔵ミオパチー（equine polysaccharide storage myopathy））。 サラブレッドの5～10％およびスタンダードブレッドの一部がウマ労作性横紋筋融解症に罹患する。具体的な原因は特定されていないが、基礎疾患として筋のカルシウム調節障害が疑われている。
馬の横紋筋融解症はアウトブレイク（大流行）の形で発生することもあり、これは多くのヨーロッパ諸国で報告され、その後カナダ、オーストラリア、米国でも報告されている。これは「非定型ミオパチー」または「原因不明のミオグロビン尿症」と呼ばれている。単一の原因はまだ見つかっていないが、様々なメカニズムが提唱されており、季節的なパターンも観察されている。クレアチンキナーゼ値の異常高値が検出され、この疾患による死亡率は89％である。